# Llombard occidental
El llombard occidental, també anomenat ínsubre o insúbric (pronunciat en milanès com [lumˈbaɾt uˈtʃidental], [ˈinsybɛɾ] o [inˈsybɾek] i en ticinès com [lumˈbaɾt uʃidenˈtal], [ˈinsybɾɐ] o [inˈsybɾik]) és el nom donat a les varietats occidentals de la llengua llombarda, parlada a Itàlia, a les províncies de Milà, Monza, Varese, Como, Lecco, Sondrio, part de Cremona (però no a Crema on es parla el llombard oriental), Lodi i Pavia, a les províncies piemonteses de Novara, Verbano-Cusio-Ossola i a Valsesia (província de Vercelli), i a Suïssa (Cantó de Ticino i algunes valls de Grisons). El dialecte central n'és el milanès.